# Бюльбюль-бородань
Бюльбю́ль-бородань (Criniger) — рід горобцеподібних птахів родини бюльбюлевих (Pycnonotidae). Представники цього роду мешкають в Західній і Центральній Африці.

## Види
Виділяють п'ять видів:
- Бюльбюль-бородань сіроголовий (Criniger barbatus)
- Бюльбюль-бородань зелений (Criniger chloronotus)
- Бюльбюль-бородань рудохвостий (Criniger calurus)
- Бюльбюль-бородань заїрський (Criniger ndussumensis)
- Бюльбюль-бородань оливковий (Criniger olivaceus)

## Етимологія
Наукова назва роду Criniger означає "довговолосий" і походить від сполучення слів лат. crinis — волосся і gera — носячий.